# ارتباطات در آرژانتین

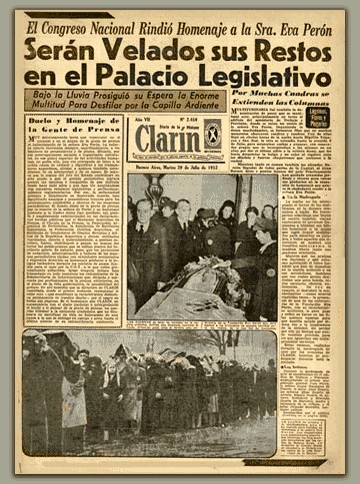
کلارین

رسانه‌های منتشره در آرژانتین در سطوح بالا و مستقلی هستند. بیش از ۲۰۰۰ روزنامه در این کشور وجود دارد، که در شهرها و نواحی وطن خود صاحب نفوذ هستند. روزنامه‌های اصلی کشور از بوئنوس آیرس هستند از جمله کلارین مرکزی، یکی از پرفروش‌ترین روزنامه‌ها در جهان اسپانیایی‌زبان می‌باشد. دیگر روزنامه‌های ملی عبارت‌اند از «لا ناسیون» (راست- مرکز)، «پاجینا/۱۲«(چپ- مرکز)،» آمبیتو فینانسیرو«(محافظه کار – تجاری)، روزنامه آلمانی زبان» آرژنتینیش تاکبلات «،» لو لومند دیپلماتیکو«به زبان اسپانیولی و فرانسوی و»کرونیکا«(خلقگرا). روزنامه‌های محلی مهم به این شرحند» لا کاپیتال«(روزاریو)،»لوس آندس، «مندوسا،»آوای داخلی«(کوردوبا، آرژانتین| کوردوبا)، و»ال تریبونو«(سالتا). هرالد بوئنوس آیرس|» هرالد بوئنوس آیرس» یک روزنامه بسیار مشهور به زبان انگلیسی است.
صنعت نشر آرژانتین به همراه انتشارات اسپانیا و مکزیک، از جمله مهترین صنایع نشر در جهان اسپانیایی زبان می‌باشند. آرژانتین دارای بزرگ‌ترین زنجیره‌های کتابفروشی در آمریکای لاتین است، کتابفروشیهای «ال آتنیو» و «(کتابفروشی) ینی| ینی»؛ و شماری دیگر از کتابفروشیهای مستقل پر رونقی در آرژانتین پراکنده‌اند. تعدادی از آن‌ها عناوین انگلیسی و دیگر زبانها را با خود حمل می‌کنند. صدها عدد مرکز انتشار مجله انبوهی از مسائل و علایق را در جامعه تحت پوشش قرار می‌دهد که در کیوسکهای پیاده روها و نیز در کتابفروشیها به فروش می‌رسند.

## رادیو و تلویزیون

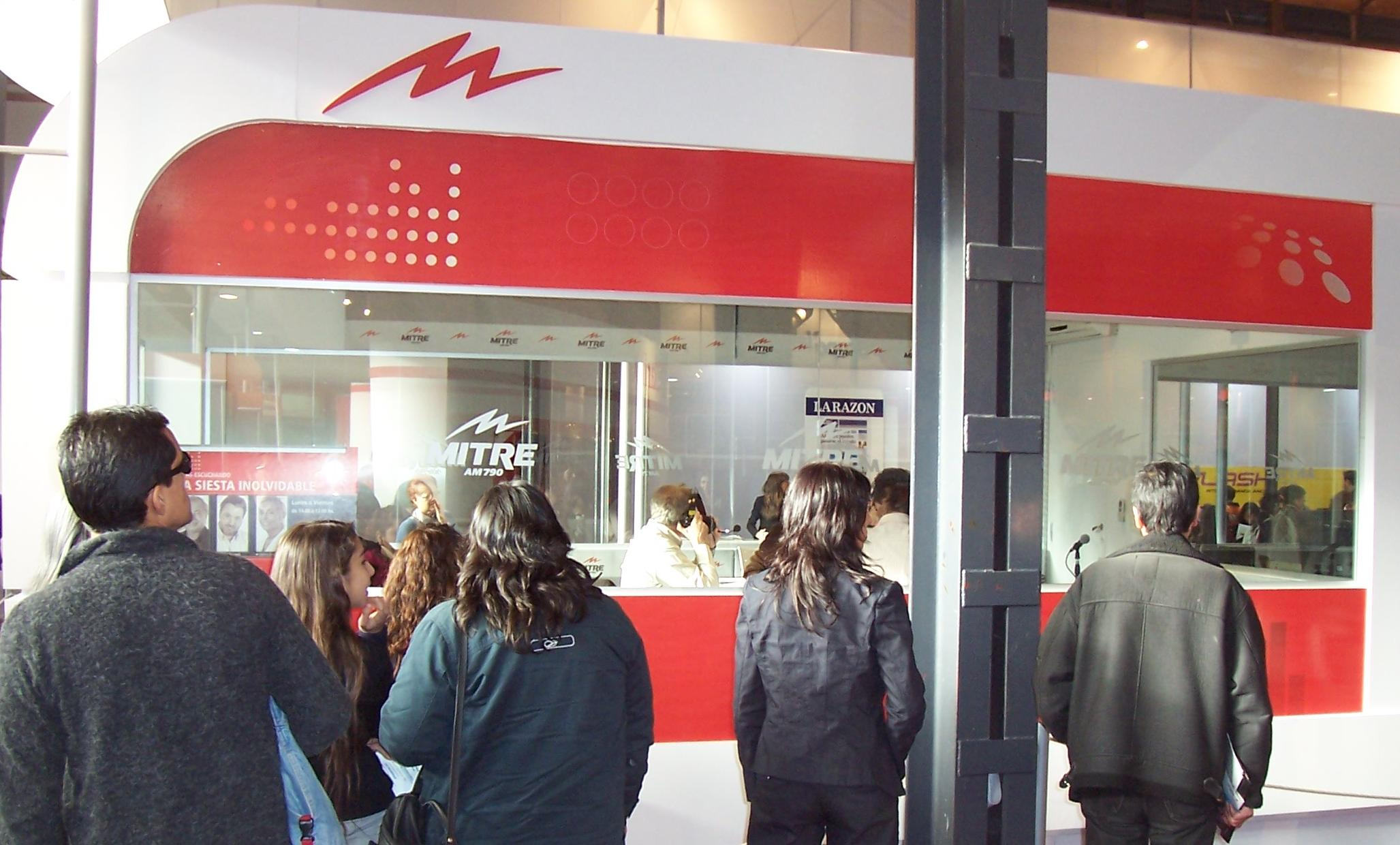
استودیو LR6 Radio Mitre در سی و سومین نمایشگاه بین المللی کتاب در شهر بوئنوس آیرس (آرژانتین).

آرژانتین کشور پیشگام در پخش رادیوئی است. در ساعت ۹ بعد از ظهر ۲۷ اوت، ۱۹۲۰، «رادیو جامعه آرژانتین» اعلام نمود: «ما هم اکنون اجرای زنده اوپرای پارسیفال ریچارد واگنر را از تئاتر کولیسیو در مرکز شهر بوئنوس آیرس پخش می‌کنیم»؛ تنها حدود ۲۰ خانه در شهر در آن زمان گیرنده رادیوئی داشتند که توانستند از پخش رادیوئی استفاده کنند. این اولین ایستگاه رادیوئی جهان تا سال ۱۹۲۲ تنها نمونه در کشور بود، زمانی که «رادیو فرهنگ» آغاز به کار کرد. تا سال ۱۹۲۵، ۱۲ ایستگاه رادیوئی در بوئنوس آیرس و ده عدد در شهرهای دیگر وجود داشتند. دهه ۱۹۳۰ با وجود پخشهای زنده مختلف اخبار، سوپ اوپرا، گزارشهای ورزشی، «دوره طلائی» رادیو در آرژانتین بود.
هم اکنون بیش از ۱۵۰۰ ایستگاه رادیوئی در آرژانتین مجوز کار دارند؛ که ۲۶۰ فقره از آن‌ها پخش موج AM و ۱۱۵۰ عدد از آن‌ها پخش FM است. رادیو به عنوان یک رسانه مهم در آرژانتین باقی مانده‌است. برنامه‌های مختلف موسیقی و جوانان غالباً" در فرمتهای FM پخش می‌شود؛ اخبار، مباحثه، و برنامه‌های ورزشی عمدتاً" از موج AM رادیو پخش می‌گردند. رادیو آماتور در کل کشور متداول است. رادیو هنوز یک سرویس حساس اطلاعات، سرگرمی و حتی نجات بخش زندگی در دورافتاده‌ترین جوامع می‌باشد.
صنعت تلویزیون آرژانتین بزرگ و متنوع است، به‌طور گسترده در آمریکای لاتین مشاهده می‌شود، و تولیدات آن در سراسر دنیا ملاحظه می‌گردد. بسیاری از برنامه‌های محلی توسط شبکه‌هایی از کشورهای دیگر پخش می‌شود، و برخی دیگر از یان برنامه‌ها با حفظ حقوق شان، توسط تولیدکنندگان خارجی برای انجام عملیات هماهنگ سازی برای بازار داخلی خودشان، خریده می‌شود. آرژانتین دارای پنج شبکه اصلی است. همه مراکز استانی و دیگر شهرهای بزرگ دست کم یک ایستگاه محلی دارند. آرژانتین مفتخر است که فراگیرترین تلویزیون کابلی و ماهواره‌ای را در آمریکای لاتین دارد، که تا درصدهای خاصی مشابه نمونه‌های آمریکای شمالی می‌باشد.
بسیاری از شبکه‌های کابلی که در آرژانتین کار می‌کنند در خدمت اسپایایی‌زبان‌ها می‌باشند، از جمله اوتیلیسیما ساتلیتال، تورنیوس و کامپتنسیاس|اسپورت TyC، فاکس اسپورت ان اسپانیول (با ایالات متحده آمریکا و مکزیک)، ام. تی. وی آرژانتین، تلویزیون چندملیتی، و شبکه‌های خبری تودو نوتیسیاس.

## اینترنت
دامنه اینترنتی برای کشور آرژانتین .ar است. تا سال 2012 تعداد میزبانهای اینترنتی، 11.232 میلیون بوده و تعداد کاربران اینترنتی طبق آمار سال 2009 برابر 13.694 میلیون نفر بوده‌است.